# Музей монетного двора
Музей монетного двора (исп. Museo Casa de la Moneda) — постоянная выставка испанского Королевского монетного двора в Мадриде, столице Испании, появившаяся в 1867 году.

## История
История музея берёт своё начало в XVIII веке, и его происхождение тесно связано с именем Томаса Франсиско Прието, главного гравёра монетного двора короля Карла III. Он был также директором факультета гравирования в Королевской академии изящных искусств Сан-Фернандо и в 1771 году основал школу гравюры. В этой школе обучались ремесленники, которые впоследствии работали на Королевском монетном дворе Испании и её колоний.
Коллекция музея происходит от собраний рисунков, гравюр, старых книг, монет и медалей, использованных Прието в обучении в своей школе, которые были приобретены королём Карлом III. После его смерти, в 1783 году, коллекция постепенно пополнялась за счёт новых приобретений и пожертвований. Оригинальная коллекция была впервые представлена публике в 1867 году, во время правления королевы Изабеллы II, в бывшем здании Монетного двора на мадридской площади Колумба. Она оставалась там до 1964 года, когда переехала в свое нынешнее здание на улице доктора Эскердо, дом 36.

## Выставки

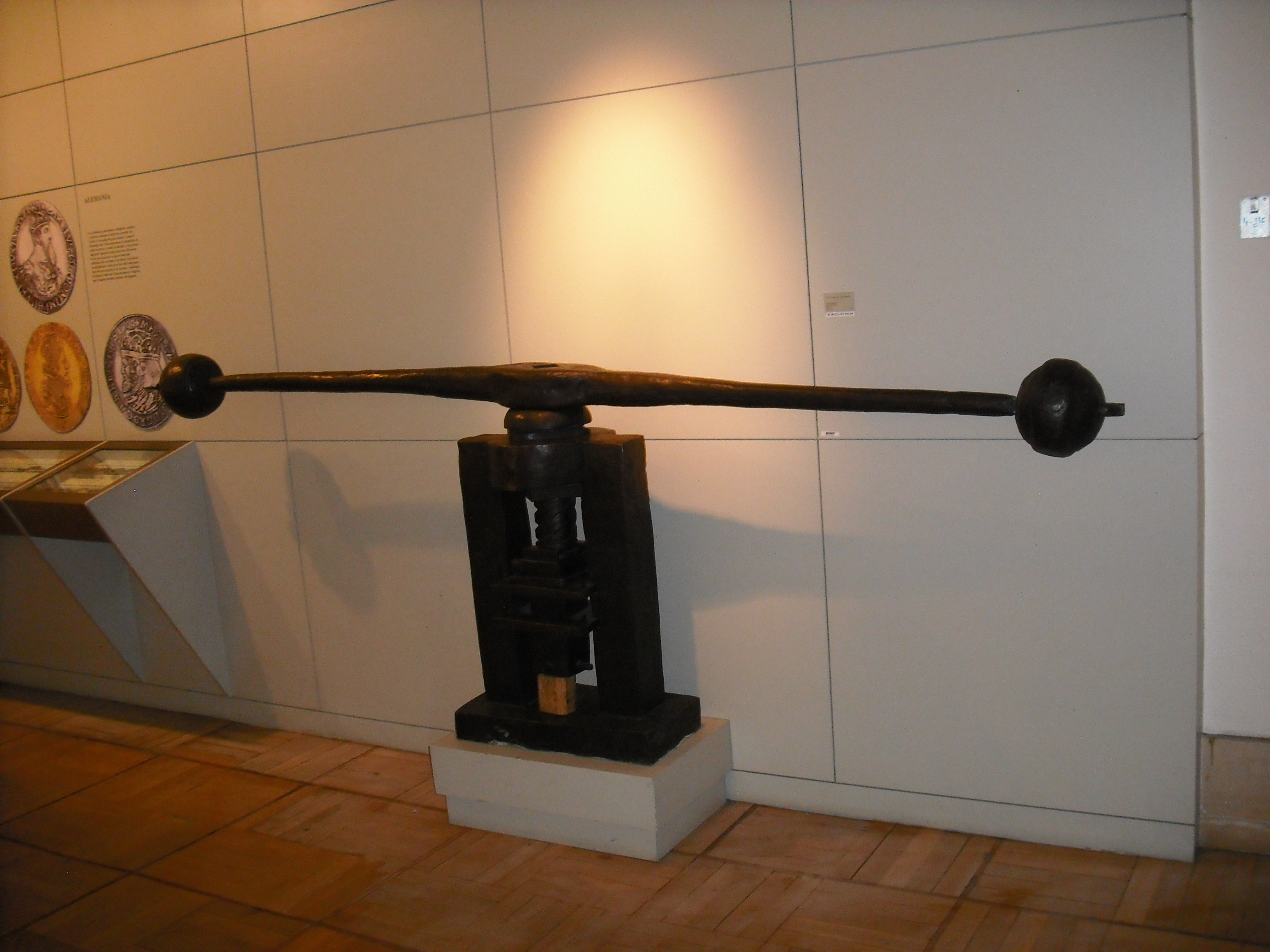
Пресс для чеканки монет — копия оригинала XVI века, хранящегося в Музее Наварры (Памплона)

Нумизматическая коллекция музея охватывает историю монеты от её происхождения, проходящую через историю чеканки греческих и римских монет с экземплярами, произведёнными в Сиракузах, Афинах и Эгине. Есть несколько первых выпусков монет Римской республики. Музей обладает значительным собранием испанских монет, большинство из которых поступили туда из коллекции Мануэля Гомес-Морено, известного испанского археолога.